# Bahn-Bus-Landesnetz Sachsen-Anhalt
Das Bahn-Bus-Landesnetz Sachsen-Anhalt ist ein vom Land Sachsen-Anhalt koordiniertes ÖPNV-Liniennetz, das sämtliche Regionalzüge und S-Bahn-Linien sowie ausgewählte landesbedeutsame Buslinien im Bundesland beinhaltet.

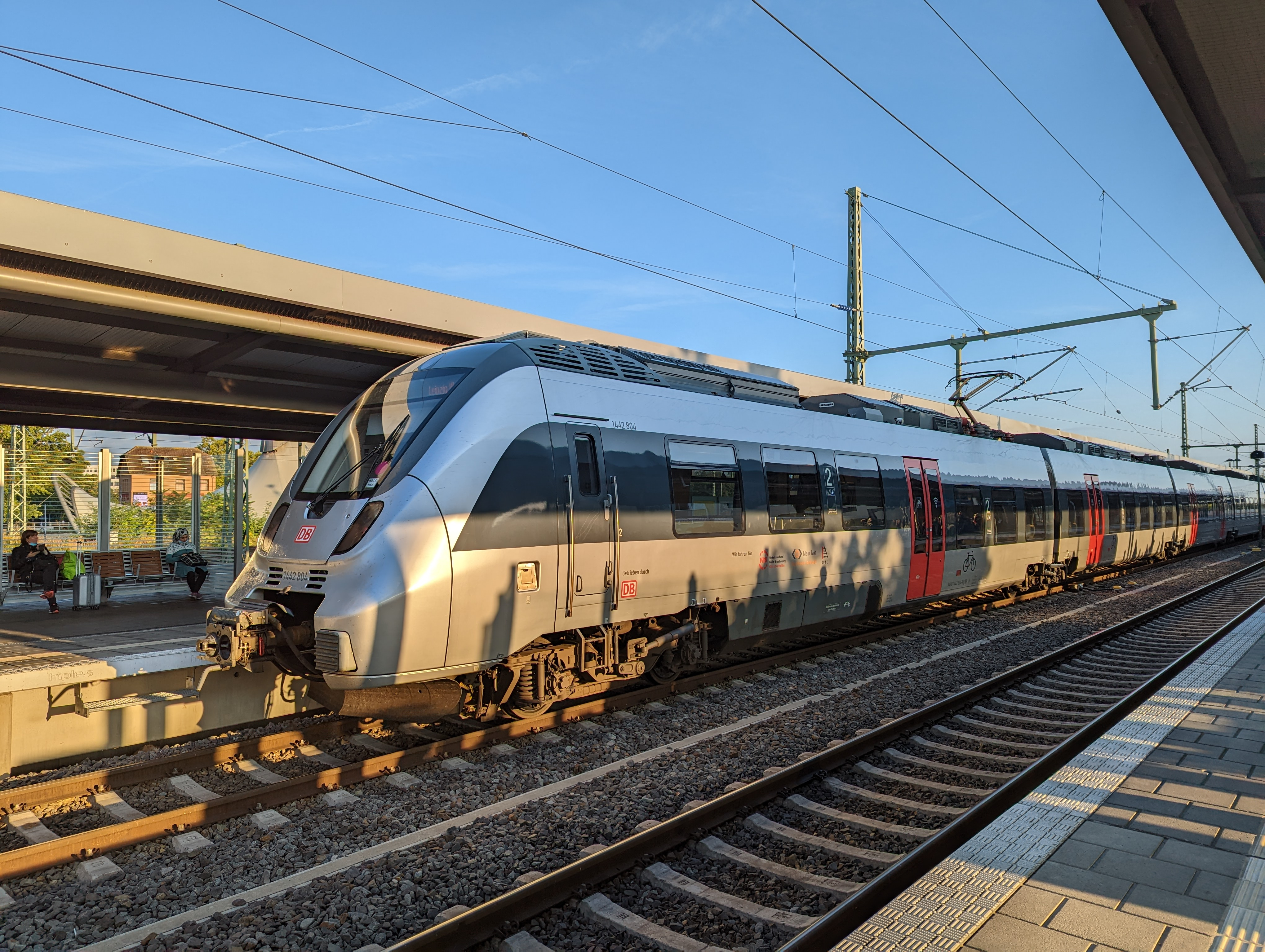
Bombardier Talent 2 der DB Regio Südost auf dem RE13

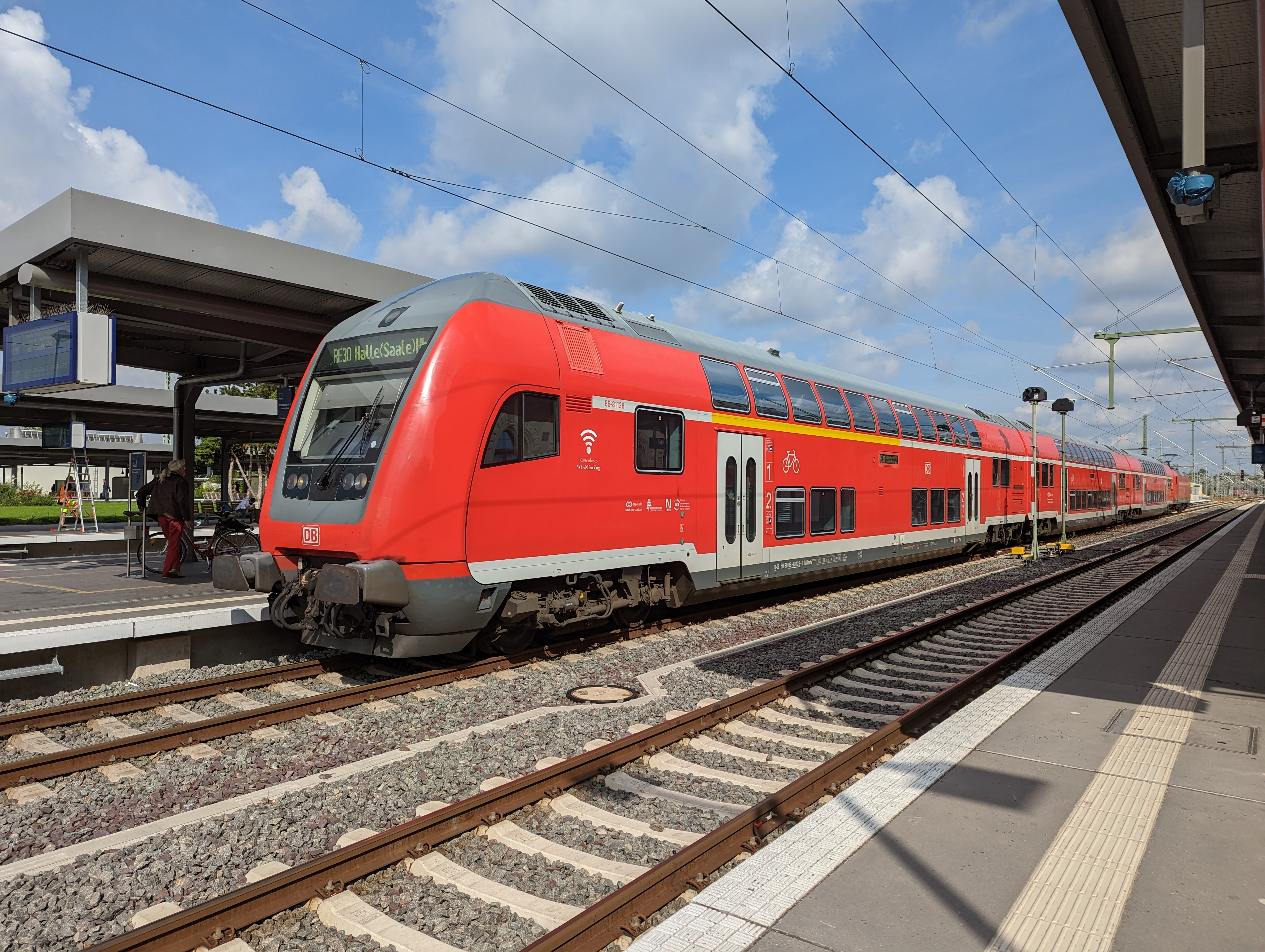
Doppelstockwagen der DB Regio Südost im Landesnetz auf dem RE30

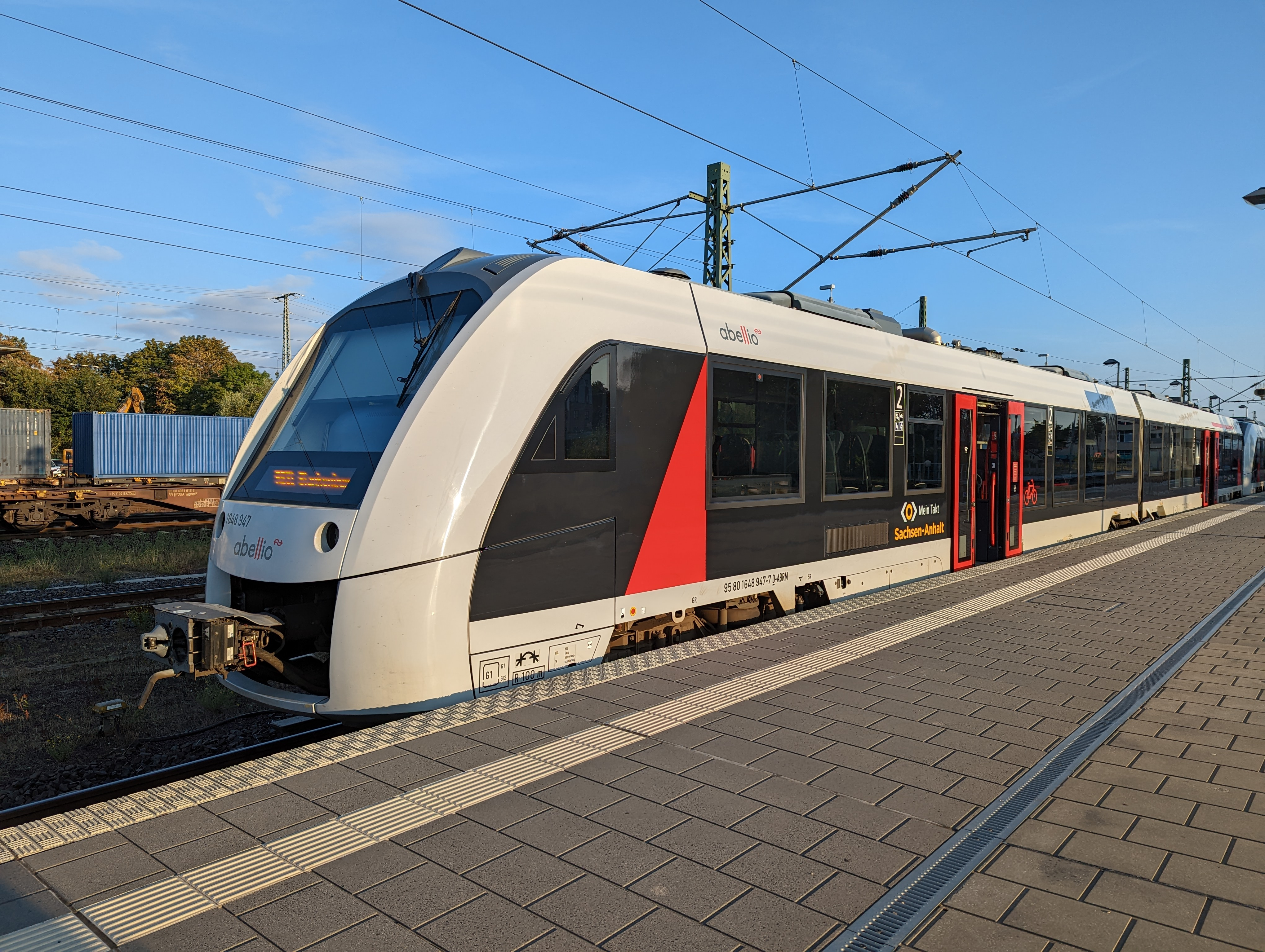
Alstom Coradia LINT 41 von Abellio Rail Mitteldeutschland auf dem RE31

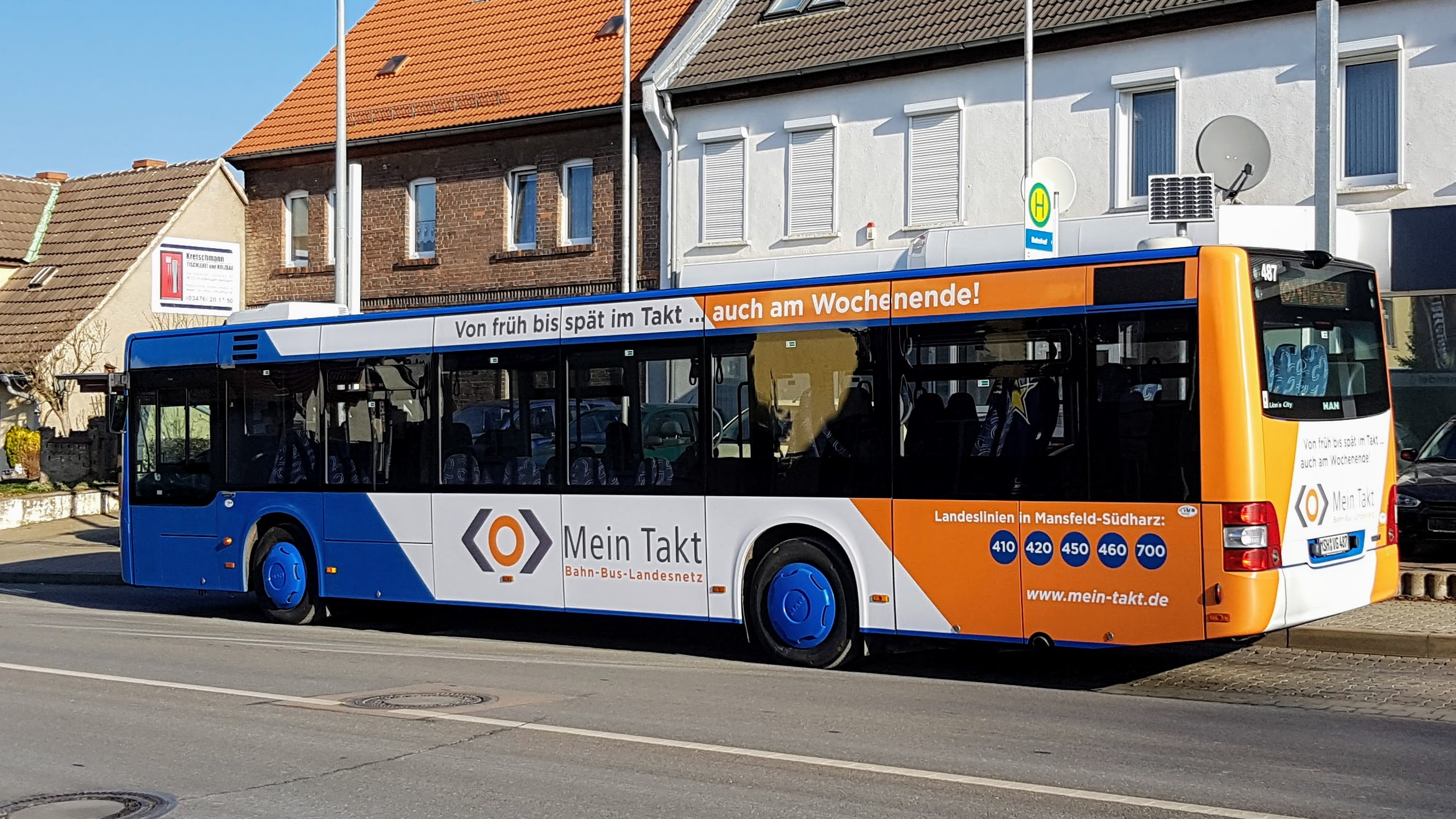
MAN Lion’s City im Landkreis Mansfeld-Südharz

## Allgemeines
Die Einrichtung und Ausprägung des Landesnetzes Sachsen-Anhalt ist über den ÖPNV-Plan 2020–2030 definiert. Ziel ist die Gewährleistung einer guten Erreichbarkeit aller landesbedeutsamen Ziele mit den öffentlichen Verkehrsmitteln, unabhängig von ihrer Anbindung an das Schienennetz. Zur Erreichung dieses Ziels wird der landesweite ÖPNV, bestehend aus Bahn und Bus, im Landesnetz als Gesamtsystem zusammengeführt. Damit soll ein möglichst nahtloser Übergang zwischen den Verkehrsmitteln ermöglicht und gleichzeitig ein wirtschaftlicher Verkehrsträgereinsatz erreicht werden. Für den Schienenverkehr übernimmt das Land Sachsen-Anhalt die Planung und Finanzierung stellvertretend durch die Nahverkehrsservice Sachsen-Anhalt GmbH vollständig selbst. Im Busverkehr gibt es ein Fördermittelmodell, bei dem das Land den ÖSPV-Aufgabenträgern an feste Bedingungen geknüpfte Gelder gewährt und sie darüber hinaus bei der Planung und Umsetzung unterstützt. Züge und Busse im Landesnetz verkehren sowohl in der Schul- als auch in der Ferienzeit von früh morgens bis spät abends in einem leicht merkbaren Takt. Im Busverkehr wird diesbezüglich auf die Konzepte von PlusBus (stündlich) und TaktBus (zweistündlich) zurückgegriffen. Am Wochenende verkehren beide Angebote im Zweistundentakt. Die Linien des Bus- und Bahnverkehrs sind an Schnittstellen miteinander verknüpft, so dass günstige Umsteigeverbindungen bestehen. An wichtigen Bushaltestellen und sämtlichen Bahnhöfen des Landesnetzes ist zur Kennzeichnung des Landesengagements das Markenzeichen <O> Mein Takt angebracht. Alle landesbedeutsamen Buslinien sind ebenfalls mit diesem Signet gekennzeichnet.

## Geschichte
Das Bus-Landesnetz in seiner heutigen Form existiert seit Anfang 2008. Die ersten vier überregionalen Buslinien wurden dabei am 10. März 2008 im Altmarkkreis Salzwedel eingeführt. Zum Fahrplanwechsel im Dezember 2009 gehörten dem Bus-Landesnetz bereits 14 Buslinien an. Im Oktober 2009 wurde zudem erstmals das Markenzeichen <O> Mein Takt als Erkennungsmerkmal für Buslinien im Landesnetz verwendet, das bis heute Bestand hat. Seit März 2011 wird es auch für den Zugverkehr genutzt und übernimmt zunehmend die Funktion einer Mobilitätsmarke zur Kennzeichnung des Landesengagements. Zum Fahrplanwechsel am 15. Dezember 2019 wurden die Buslinien des Bahn-Bus-Landesnetzes in PlusBus und TaktBus vereinheitlicht.

## Qualitätsmerkmale
Um die Qualität der öffentlichen Verkehrsangebote im Landesnetz sicherzustellen, werden bestimmte Kriterien im ÖPNV-Plan des Landes festgeschrieben. Dazu gehören linien- und fahrplanmäßige Abstimmung innerhalb eines Integralen Taktfahrplans, Mindestbedienhäufigkeiten, Fahrzeugqualität, Verknüpfung an Schnittstellen, eine weitgehend barrierefreie Nutzbarkeit, übergreifende Tarife, ein gemeinsamer Marktauftritt sowie kostenlose Fahrradmitnahmemöglichkeiten.
Für alle Fahrzeuge im ÖSPV, die seit dem 1. Januar 2021 neu beschafft werden, gelten zusätzliche Vorschriften im Bezug auf zu erfüllende Qualitätsstandards. Dazu gehören ein erhöhter Sitzkomfort, eine größere Sondernutzungsfläche zur Mitnahme von Rollstühlen, Kinderwagen und Fahrrädern, eine ausreichende Zahl an USB-C-Anschlüssen zum Aufladen von mobilen Endgeräten sowie das Vorhandensein einer Klimaanlage. Ab dem 1. Januar 2027 sind diese Standards bei allen im Landesnetz eingesetzten Fahrzeugen einzuhalten.

## Kriterien und Förderung
Die Aufnahme von ÖPNV-Verbindungen in das Bahn-Bus-Landesnetz erfolgt nach einem mehrstufigen Prüfverfahren, das sich an raumordnerischen, verkehrlichen, touristischen und wirtschaftlichen Kriterien orientiert. In einer ersten Stufe wird geprüft, ob eine Linie zentrale Orte gemäß Landesentwicklungsplan verbindet oder sonstige Funktionen im Landesinteresse erfüllt. Sofern mindestens eine dieser Bedingungen erfüllt ist, wird geprüft, ob ein Verkehrsbedarf besteht, der einen wirtschaftlichen Verkehrsträgereinsatz im Taktverkehr zulässt. Wenn der Verkehrsbedarf einen Taktverkehr im SPNV rechtfertigt, fällt die Linie in die unmittelbare Aufgabenträgerschaft des Landes. Ist ein Taktverkehr mit Verkehrsmitteln des ÖSPV wirtschaftlicher, kommt sie für das Bus-Landesnetz in Betracht. Sofern ein Taktverkehr weder mit der Bahn noch mit dem Bus wirtschaftlich ist, bleibt das entsprechende Angebot Teil des kommunalen Netzes und wird gemäß der örtlichen Nahverkehrspläne bedient.

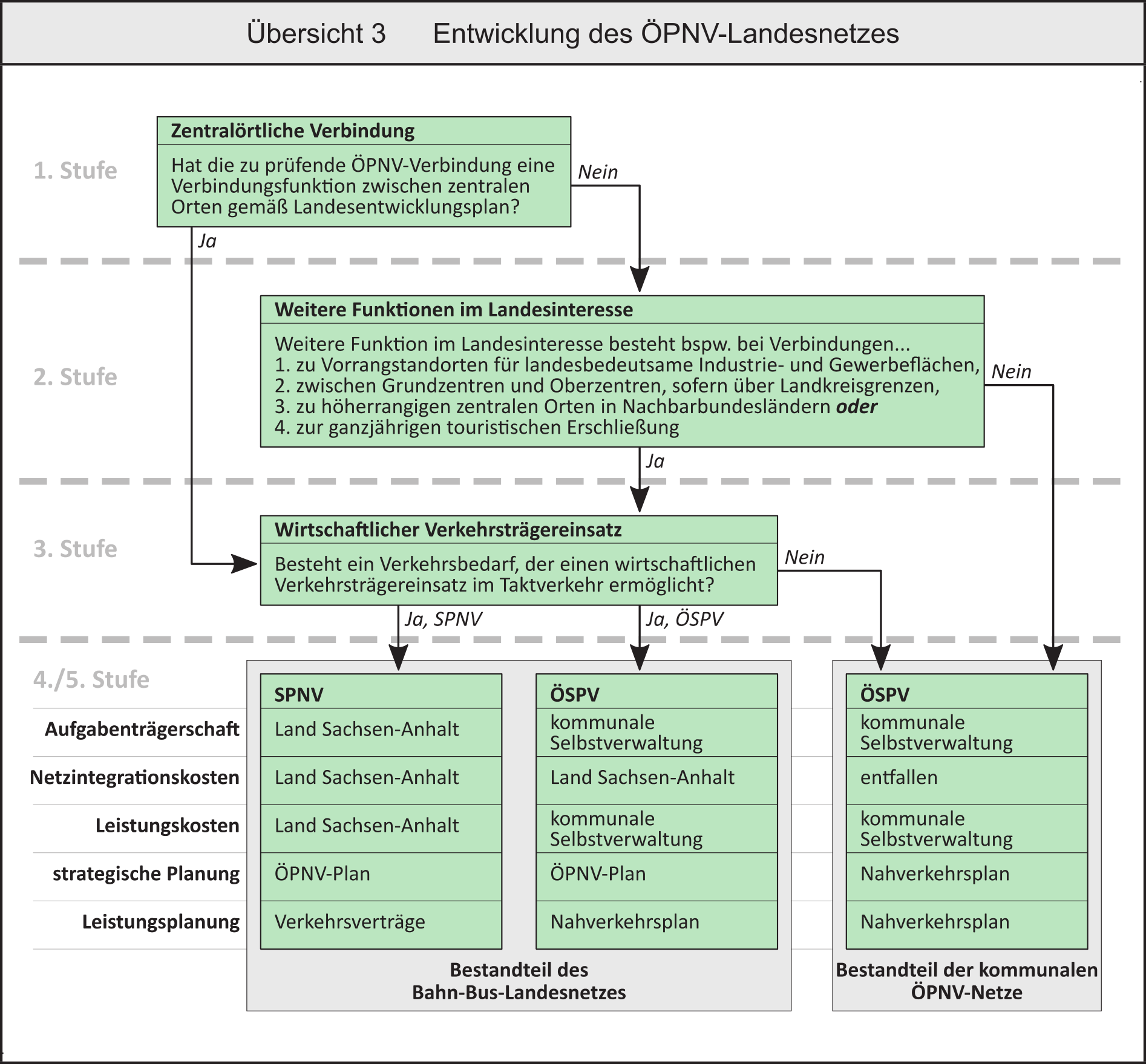
Prüfungsverfahren zur Aufnahme einer Verbindung in das Landesnetz

Im Falle der Aufnahme einer ÖSPV-Linie in das Landesnetz gewährt das Land Zuschüsse für die Einrichtung zusätzlicher Fahrten, soweit diese zur Sicherung der Qualitätsmerkmale des Bahn-Bus-Landesnetzes beitragen. Darüber hinaus wird der Mehraufwand, der durch die Umsetzung der einheitlichen Qualitätsstandards und der Vorgaben für die Anerkennung von überregionalen Tarifangeboten entsteht, pauschal finanziell ausgeglichen.

## Tarif
In den Gebieten des marego und MDV finden im Landesnetz die jeweiligen Verbundtarife Anwendung. Außerhalb davon gelten die Haustarife der jeweiligen Verkehrsunternehmen bzw. in den Nahverkehrszügen der Deutschlandtarif. Generell werden auch in den Buslinien des Landesnetzes das Quer-durchs-Land-Ticket, die Ländertickets für Sachsen-Anhalt, Sachsen und Thüringen und die Bahncard 100 anerkannt. Außerdem können Inhaber der Bahncard 25 und 50 ermäßigte Fahrkarten erwerben. Auf touristischen Bahnlinien gelten besondere Tarife. Seit dem 1. Mai 2023 gilt darüber hinaus auch das bundesweite Deutschlandticket.

## Liniennetz

### Zugverkehr
Alle Zugverbindungen im Nahverkehr innerhalb Sachsen-Anhalt verkehren im Landesnetz. Ausgenommen sind Züge von DB Fernverkehr, der Harzer Schmalspurbahnen (HSB) und der Mansfelder Bergwerksbahn.

### Busverkehr
Stand 15. Dezember 2024

#### PlusBus
| Linie | Endpunkte                           | Verlauf                                                    | Verkehrsunternehmen                                                                 | Aufnahme          | Beleg         |
| ----- | ----------------------------------- | ---------------------------------------------------------- | ----------------------------------------------------------------------------------- | ----------------- | ------------- |
| X2    | Lutherstadt Wittenberg ↔ Bad Belzig | Kropstädt – Niemegk                                        | Vetter Verkehrsbetriebe Regiobus Potsdam-Mittelmark                                 | 10. Mai 2021      | [ 14 ]        |
| 100   | Salzwedel ↔ Magdeburg               | Klötze – Gardelegen – Haldensleben                         | Personenverkehrsgesellschaft Altmarkkreis Salzwedel                                 | 10. März 2008     | [ 3 ]         |
| 131   | Merseburg ↔ Leipzig                 | Wallendorf – Günthersdorf – Dölzig                         | Personennahverkehrsgesellschaft Merseburg-Querfurt Leipziger Verkehrsbetriebe       | 13. Dezember 2015 | [ 15 ]        |
| 210   | Halberstadt ↔ Vienenburg            | Ströbeck – Dardesheim – Osterwieck – Wülperode             | Harzer Verkehrsbetriebe                                                             | 13. Dezember 2015 | [ 16 ]        |
| 230   | Wernigerode ↔ Quedlinburg           | Benzingerode – Blankenburg – Westerhausen                  | Harzer Verkehrsbetriebe                                                             | 15. April 2018    |               |
| 240   | Quedlinburg ↔ Aschersleben          | Bad Suderode – Gernrode – Ballenstedt – Meisdorf           | Harzer Verkehrsbetriebe                                                             | 14. Dezember 2014 | [ 17 ] [ 18 ] |
| 250   | Wernigerode ↔ Thale                 | Benzingerode – Blankenburg – Timmenrode                    | Harzer Verkehrsbetriebe                                                             | 15. April 2018    |               |
| 300   | Salzwedel ↔ Wolfsburg               | Beetzendorf – Bandau – Klötze – Kunrau                     | Personenverkehrsgesellschaft Altmarkkreis Salzwedel                                 | 10. März 2008     | [ 3 ]         |
| 310   | Dessau ↔ Gräfenhainichen            | Oranienbaum                                                | Vetter Verkehrsbetriebe                                                             | 1. Juli 2008      | [ 19 ]        |
| 320   | Halle ↔ Bad Lauchstädt              | Angersdorf – Holleben – Delitz                             | Omnibusbetrieb Saalekreis                                                           | 15. Dezember 2019 | [ 7 ]         |
| 330   | Halle ↔ Löbejün                     | Morl – Wettin – Nauendorf                                  | Omnibusbetrieb Saalekreis                                                           | 12. Dezember 2021 | [ 20 ]        |
| 350   | Halle ↔ Zörbig                      | Oppin – Brachstedt – Spören                                | Omnibusbetrieb Saalekreis                                                           | 13. Dezember 2020 | [ 21 ]        |
| 380   | Halle ↔ Müllerdorf                  | Lieskau – Schiepzig – Salzmünde – Köllme                   | Omnibusbetrieb Saalekreis                                                           | 10. Dezember 2023 | [ 22 ]        |
| 410   | Eisleben ↔ Aschersleben             | Volkstedt – Siersleben – Hettstedt – Quenstedt             | Verkehrsgesellschaft Südharz                                                        | 13. Dezember 2009 | [ 23 ]        |
| 420   | Eisleben ↔ Hettstedt                | Kreisfeld – Mansfeld – Leimbach                            | Verkehrsgesellschaft Südharz                                                        | 13. Dezember 2009 | [ 23 ]        |
| 471   | Dessau ↔ Aken                       | Kleinkühnau                                                | Vetter Verkehrsbetriebe                                                             | 10. Dezember 2023 | [ 22 ]        |
| 500   | Zeitz ↔ Altenburg                   | Tröglitz – Rehmsdorf – Meuselwitz – Gerstenberg            | Personenverkehrsgesellschaft Burgenlandkreis THÜSAC Personennahverkehrsgesellschaft | 22. August 2022   | [ 24 ]        |
| 600   | Haldensleben ↔ Oschersleben         | Rottmersleben – Drackenstedt – Dreileben – Seehausen       | BördeBus Verkehrsgesellschaft                                                       | 6. August 2009    | [ 25 ]        |
| 601   | Haldensleben ↔ Wolmirstedt          | Wedringen – Hillersleben – Samswegen                       | BördeBus Verkehrsgesellschaft                                                       | 13. Dezember 2009 | [ 26 ]        |
| 602   | Magdeburg ↔ Seehausen               | Schleibnitz – Wanzleben – Klein Wanzleben – Remkersleben   | BördeBus Verkehrsgesellschaft                                                       | 12. Dezember 2010 | [ 27 ]        |
| 603   | Magdeburg ↔ Oschersleben            | Hohendodeleben – Domersleben – Wanzleben – Klein Wanzleben | BördeBus Verkehrsgesellschaft                                                       | 12. Dezember 2010 | [ 27 ]        |
| 700   | Eisleben ↔ Querfurt                 | Bischofrode – Rothenschirmbach                             | Personennahverkehrsgesellschaft Merseburg-Querfurt Verkehrsgesellschaft Südharz     | 9. Dezember 2012  | [ 28 ]        |
| 720   | Magdeburg ↔ Loburg                  | Königsborn – Möckern                                       | Nahverkehrsgesellschaft Jerichower Land                                             | 11. Dezember 2011 | [ 29 ]        |
| 728   | Merseburg ↔ Querfurt                | Milzau – Bad Lauchstädt – Schafstädt                       | Personennahverkehrsgesellschaft Merseburg-Querfurt                                  | 14. Dezember 2014 | [ 18 ] [ 30 ] |
| 790   | Stendal/Tangermünde ↔ Genthin       | Fischbeck – Jerichow – Redekin – Scharteucke               | Nahverkehrsgesellschaft Jerichower Land                                             | 19. Oktober 2009  | [ 31 ]        |
| 800   | Weißenfels ↔ Hohenmölsen            | Zorbau – Granschütz                                        | Personenverkehrsgesellschaft Burgenlandkreis                                        | 13. Dezember 2009 | [ 32 ]        |
| 820   | Zeitz ↔ Naumburg                    | Kretzschau – Stößen – Mertendorf                           | Personenverkehrsgesellschaft Burgenlandkreis                                        | 12. Dezember 2010 | [ 33 ]        |
| 850   | Zeitz ↔ Hohenmölsen                 | Reuden – Profen                                            | Personenverkehrsgesellschaft Burgenlandkreis                                        | 12. Dezember 2010 | [ 33 ]        |
| 900   | Stendal/Tangermünde ↔ Glöwen        | Fischbeck – Schönhausen – Klietz – Havelberg               | stendalbus                                                                          | 13. Dezember 2009 | [ 34 ]        |

#### TaktBus
| Linie | Endpunkte                                | Verlauf                            | Verkehrsunternehmen                                 | Aufnahme          | Beleg         |
| ----- | ---------------------------------------- | ---------------------------------- | --------------------------------------------------- | ----------------- | ------------- |
| 140   | Aschersleben ↔ Quedlinburg               | Reinstedt – Hoym                   | Kreisverkehrsgesellschaft Salzland                  | 14. Dezember 2014 | [ 17 ] [ 18 ] |
| 200   | Arendsee-Express Salzwedel ↔ Wittenberge | Arendsee – Seehausen               | Personenverkehrsgesellschaft Altmarkkreis Salzwedel | 10. März 2008     | [ 35 ]        |
| 450   | Sangerhausen ↔ Breitenstein              | Tilleda – Roßla – Berga – Stolberg | Verkehrsgesellschaft Südharz                        | 11. Dezember 2011 | [ 36 ]        |
| 460   | Sangerhausen ↔ Harzgerode                | Pölsfeld – Wippra – Königerode     | Verkehrsgesellschaft Südharz                        | 13. April 2015    | [ 37 ]        |

#### Bisher nicht realisierte Linien
Das Land Sachsen-Anhalt prüft gemeinsam mit den Landkreisen, ob weitere Buslinien ins Landesnetz aufgenommen werden können. In den nächsten Jahren werden einzelne Buslinien nach Prüfung zum Teil im Linienweg oder im Fahrplanangebot verändert. Auch könnten einzelne Linien wieder aus dem Bahn-Bus-Landesnetz herausgelöst werden. Für folgende Verbindungen wird gemäß ÖPNV-Plan eine Aufnahme ins Landesnetz geprüft:
| Endpunkte            |
| -------------------- |
| Magdeburg ↔ Egeln    |
| Magdeburg ↔ Irxleben |
| Leipzig ↔ Lützen     |
| Havelberg ↔ Rathenow |

#### Ehemalige Linien(-abschnitte)
| Linie | Endpunkte                | Verlauf                | Verkehrsunternehmen                                 | Aufnahme          | Ende              | Beleg         |
| ----- | ------------------------ | ---------------------- | --------------------------------------------------- | ----------------- | ----------------- | ------------- |
| 300   | Kunrau ↔ Oebisfelde      |                        | Personenverkehrsgesellschaft Altmarkkreis Salzwedel | 10. März 2008     | 26. August 2020   | [ 35 ]        |
| 400   | Beetzendorf ↔ Gardelegen | Klötze                 | Personenverkehrsgesellschaft Altmarkkreis Salzwedel | 10. März 2008     | 30. April 2020    | [ 35 ]        |
| 434   | Bitterfeld ↔ Stumsdorf   | Sandersdorf – Zörbig   | Vetter Verkehrsbetriebe                             | 1. Juli 2009      | 30. Juni 2017     | [ 38 ] [ 39 ] |
| 460   | Wippra ↔ Hettstedt       | Rammelburg             | Verkehrsgesellschaft Südharz                        | 13. April 2015    | 14. Dezember 2024 | [ 40 ]        |
| 602   | Eilsleben ↔ Seehausen    | Ummendorf              | BördeBus Verkehrsgesellschaft                       | 12. Dezember 2010 | 14. Dezember 2019 | [ 27 ]        |
| 700   | Querfurt ↔ Roßleben      | Vitzenburg – Nebra     | Personenverkehrsgesellschaft Burgenlandkreis        | 9. Dezember 2012  | 12. Dezember 2020 | [ 41 ]        |
| 705   | Querfurt ↔ Röblingen     | Esperstedt – Schraplau | Personennahverkehrsgesellschaft Merseburg-Querfurt  | Mai 2011          | 14. Dezember 2019 | [ 42 ]        |